# 小島國家公園
小島國家公園是毛里裘斯的國家公園，位於該國東北部，由八座小島組成，始建於1986年，清澈的潟湖環繞小島，該水域有多種魚類和其他水生動物棲息。